# Guerlain Chicherit
Guerlain Chicherit  est un pilote automobile et skieur freeride français, né le 20 mai 1978 à Soisy-sous-Montmorency. Depuis quelques années, il est entrepreneur dans l’immobilier avec Whitegold, et dans la transition écologique avec le groupe GCK et le pôle Sport Automobile GCK Motorsport. Sa fortune est estimée à 400 millions d'euros en 2023.

## Biographie
Guerlain Chicherit est né à Soisy-sous-Montmorency dans le Val-d'Oise et il arrive à Tignes en Savoie, à l’âge d’un an. Il commence le ski très tôt et se spécialise à l’âge de 12 ans dans le ski de bosses. À quinze ans, après avoir sauté du huitième étage d'un immeuble dans la poudreuse (record homologuée : 23 mètres), il devient, en 1993, champion de France de judo. Il est également, en France, le plus jeune à recevoir la ceinture noire, toujours dans sa quinzième année.

### Skieur
C’est à l’âge de 16 ans qu’il se consacre pleinement au ski Freeride. Discipline dans laquelle il est sacré quadruple champion du monde en 2000, 2002, 2006 et 2007.

### Pilote

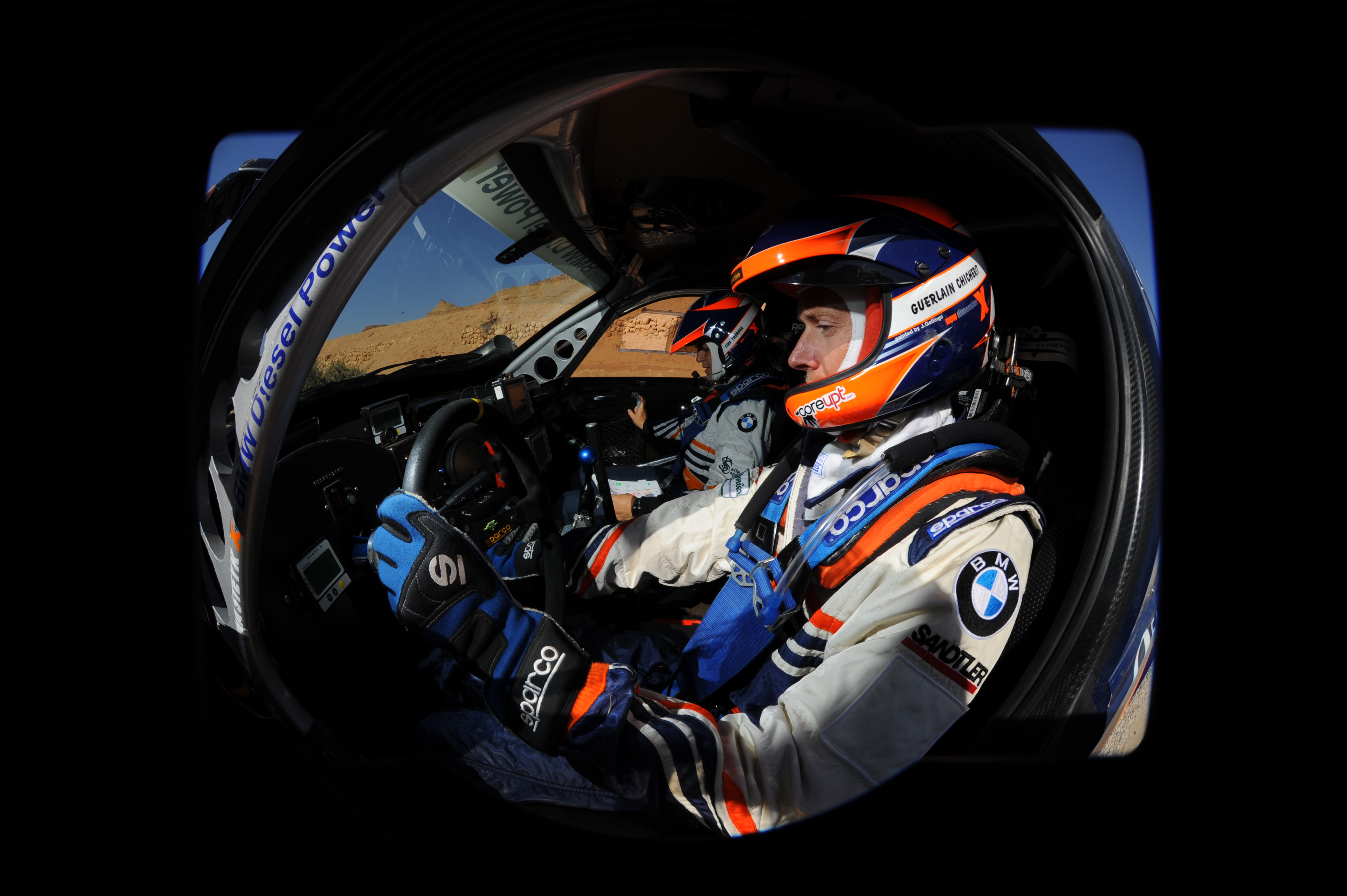
Vue du cockpit de Guerlain Chicherit en rallye-raid

Guerlain Chicherit, se lance en 2001 dans la course automobile en participant au championnat de France des rallyes sur terre sur Citroën Saxo T4.
Il se lance dans le rallye-raid avec son premier Rallye Dakar en 2005 où il termine à la 49e place du classement général. L’année suivante, il termine à la 9e place. Il se hisse à la 5e place en 2010, son meilleur résultat à ce jour, avec une victoire d’étape à la clé,.
En 2013 à Tignes, il réussit le premier backflip automobile sans assistance. En 2014, il a fait une  tentative de saut le plus long au monde en voiture, où hélas il s'est écrasé, mais dont il est ressorti indemne.
Depuis 2015, il participe à quelques courses du championnat du monde de Rally̠Cross au volant d'une Mini de l'équipe JRM Racing. Il est pressenti pour y effectuer une saison complète en 2016, mais il ne reprend finalement le volant qu’après la mi-saison pour l'épreuve de Lohéac. Il prend part à l'intégralité du Championnat de France de rallycross en 2017, ainsi qu'à quelques courses du Championnat du monde de rallycross FIA. 
En juillet 2021, il remporte l'épreuve de rallye-raid du Silk Way Rally avec son copilote Alexandre Winocq sur Century CR6.

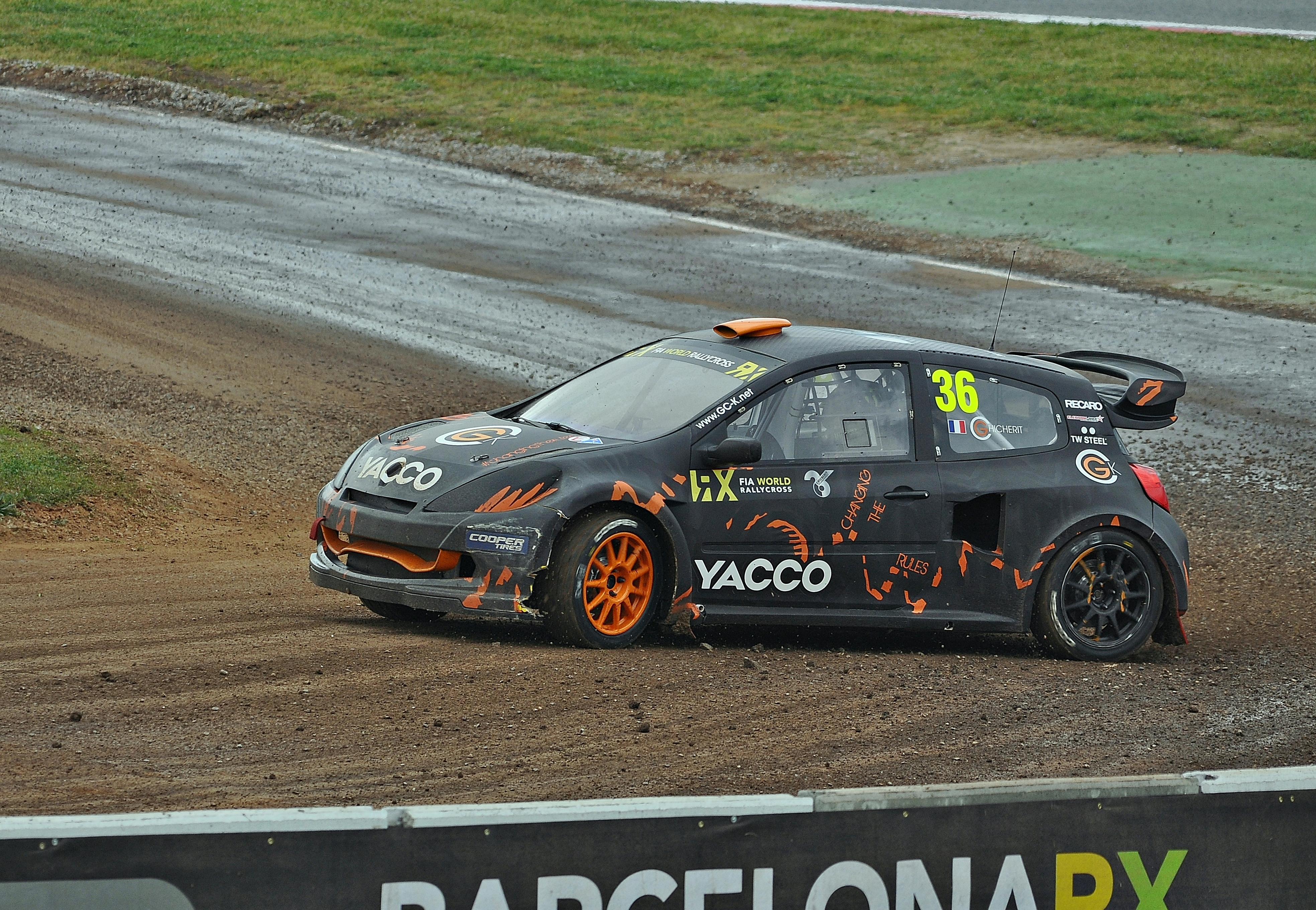
Guerlain Chicherit en 2017 sur une course du Championnat du monde de rallycross FIA.
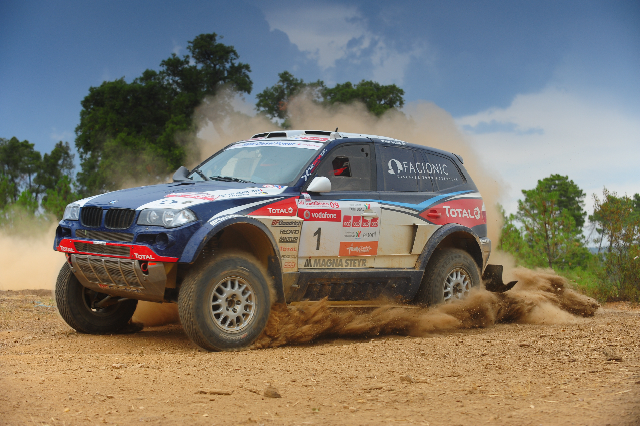
Guerlain Chicherit en 2009 sur BMW X-Raid.

En février 2023, il est obligé d'abandonner le rallye Abou Dhabi Desert Challenge à l'issue de la première étape souffrant du mal des dunes.

### Entrepreneur

#### De Savoie
En 2014, Guerlain Chicherit devient entrepreneur et créateur de chalets de luxe aux Brévières, un village situé en contrebas du barrage de Tignes. Il fonde le groupe De Savoie, un groupe hôtelier écologique basé à Tours-en-Savoie, qui détient des hôtels cinq étoiles dans les stations de ski de Val Thorens, Arc 2000, l'Alpe d'Huez et Tresserve.

#### GCK Motorsport
Chicherit crée l'équipe GC Kompetition (devenue GCK Motorsport) en vue de s'engager en Championnat du monde de rallycross FIA en 2018, et s'associe avec Prodrive pour développer des Renault Mégane IV . Il crée également l'équipe G-Fors pour le Championnat d'Europe de rallycross.

#### Special One Racing
En avril 2023, Guerlain Chicherit s'associe à Sébastien Loeb pour créer une écurie de Rallycross (World RX) nommée Special One Racing, où tous deux sont pilotes d'une Lancia Delta Evo-E RX électrique.
Special One Racing présente officiellement ses voitures sur le Circuit de Charade en Auvergne, le 21 mai 2023.

## Palmarès Sportif

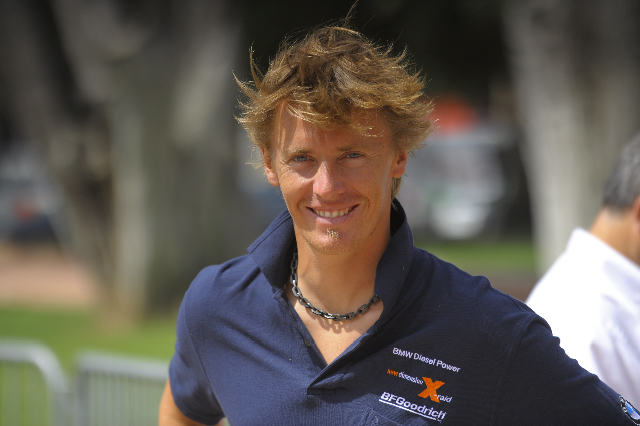
Guerlain Chicherit en 2009.

- Quadruple champion du monde de ski Freeride (2000, 2002, 2006 et 2007)[22]
- 2003 : Championnat du monde des rallyes junior avec Citroën.
- 2009 : Champion du monde des rallyes tout-terrain.
- 2013 : 1er pilote à réaliser un backflip automobile (sans assistance).
- 2014 : Tentative du plus long saut automobile du monde.
- 2015 : Première participation au championnat du monde de rallycross de la FIA.
- 2018 : Participation au championnat du monde de rallycross de la FIA.
- 2019 : 4e place à la manche canadienne du championnat du Monde FIA de Rallycross.

### Rallye Dakar
| Année | Catégorie | Marque             | Position        | Victoire(s) d'étape | Copilote           |
| ----- | --------- | ------------------ | --------------- | ------------------- | ------------------ |
| 2005  | Auto      | Nissan             | 49e             | -                   | Matthieu Baumel    |
| 2006  | Auto      | BMW                | 9e              | 1                   | Matthieu Baumel    |
| 2007  | Auto      | BMW                | Abd. (Étape 6)  | -                   | Matthieu Baumel    |
| 2009  | Auto      | BMW                | 9e              | -                   | Matthieu Baumel    |
| 2010  | Auto      | BMW                | 5e              | 1                   | Tina Thörner       |
| 2011  | Auto      | BMW                | Abd.            | -                   | Michel Périn       |
| 2013  | Auto      | SMG Buggy          | 8e              | 1                   | Jean-Pierre Garcin |
| 2014  | Auto      | Chevrolet Colorado | Abd. (Étape 4)  | -                   | Alexandre Winocq   |
| 2015  | Auto      | Buggy              | 45e             | -                   | Alexandre Winocq   |
| 2016  | Auto      | Buggy              | Abd. (Étape 12) | -                   | Alexandre Winocq   |
| 2022  | Auto      | Buggy              | Abd. (Étape 12) | -                   | Alexandre Winocq   |
| 2023  | Auto      | Prodrive           | 10e             | 2                   | Alexandre Winocq   |
| 2024  | Auto      | Toyota             | 4e              | 2                   | Alexandre Winocq   |
| 2025  | Auto      | Mini               | Abd. (Étape 7)  | -                   | Alexandre Winocq   |